# Carmelita Görg
Carmelita Görg (* 15. August 1950 in Göttingen; † 19. Februar 2016) war eine deutsche Informatikerin, Elektroingenieurin und Hochschullehrerin. Als erste Frau habilitierte sie 1997 im Fachbereich Elektrotechnik der Rheinisch-Westfälischen Technischen Hochschule Aachen. Sie forschte über Verkehrstheorie, stochastische Simulation und Telekommunikationsdienste.

## Leben und Werk
Görg studierte von 1972 bis 1976 Informatik mit dem Abschluss Diplom-Informatiker an der Universität Karlsruhe, heute Karlsruher Institut für Technologie, wo sie bis 1979 als Wissenschaftlerin arbeitete. Sie forschte danach am Lehrstuhl für Datenfernverarbeitung von Professor Friedrich Schreiber an der RWTH Aachen, wo sie 1984 über die Warteschlangenabfertigungsstrategie SRPT (Shortest Remaining Processing Time First) mit Auszeichnung promovierte.  Von 1985 bis 1989 war sie im Bereich Kommunikationsnetze in einer eigenen Firma tätig und ging 1989 als Oberingenieurin an den von Bernhard Walke übernommenen Lehrstuhl an der RWTH Aachen zurück. Sie forschte über Verkehrstheorie, stochastische Simulation und Telekommunikationsdienste und war insbesondere in EU-Projekten sehr aktiv. 1997 habilitierte sie im Fachbereich Elektrotechnik der RWTH über „Verkehrstheoretische Modelle und stochastische Simulation zur Leistungsanalyse von Kommunikationsnetzen“ und forschte bis 1999 an der RWTH Aachen. Sie wurde danach Professorin für das Communication Network der Fakultät Physik und Elektrotechnik der Universität Bremen und war dort bis 2015 tätig. Sie entwickelte und koordinierte den internationalen Masterstudiengang „Communication and Information Technology“. Sie war Mitglied der Akademie der Wissenschaften in Hamburg, der Association for Computing Machinery, der Gesellschaft für Informatik, des VDE/ITG.